# Petro Stasjuk
Petro Mykolajovyč Stasjuk (in ucraino Петро Миколайович Стасюк?; Petrodolyns'ke, 24 febbraio 1995) è un calciatore ucraino, difensore dell'Obolon' in prestito dall'LNZ Čerkasy.

## Carriera
Cresciuto nel settore giovanile dello Skala 1911 Stryj, disputa cinque stagioni Druha Liha con quest'ultima, prima di salire di categoria giocando dapprima col Balkany Zorja e poi col Žemčužyna Odessa. Dopo aver vinto la Perša Liha 2019-2020 con la maglia del Mynaj, si trasferisce al Mariupol', con cui esordisce in Prem"jer-liha.

## Palmarès

### Club

#### Competizioni nazionali
- Perša Liha: 1

Mynaj: 2019-2020